# Ябалаковська сільська рада
Ябала́ковська сільська рада (рос. Ябалаковский сельский совет) — муніципальне утворення у складі Ілішевського району Башкортостану, Росія. Адміністративний центр — село Ябалаково.

## Населення
Населення — 1138 осіб (2019, 1435 у 2010, 1556 у 2002).

## Склад
До складу поселення входять такі населені пункти:
| Населений пункт           | Населення, осіб (2002) | Населення, осіб (2010) |
| ------------------------- | ---------------------- | ---------------------- |
| Верхнє Юлдашево, присілок | 251                    | 216                    |
| Ілішево, присілок         | 436                    | 409                    |
| Старотатишево, село       | 485                    | 451                    |
| Ябалаково, село           | 384                    | 359                    |